# Siadło Górne

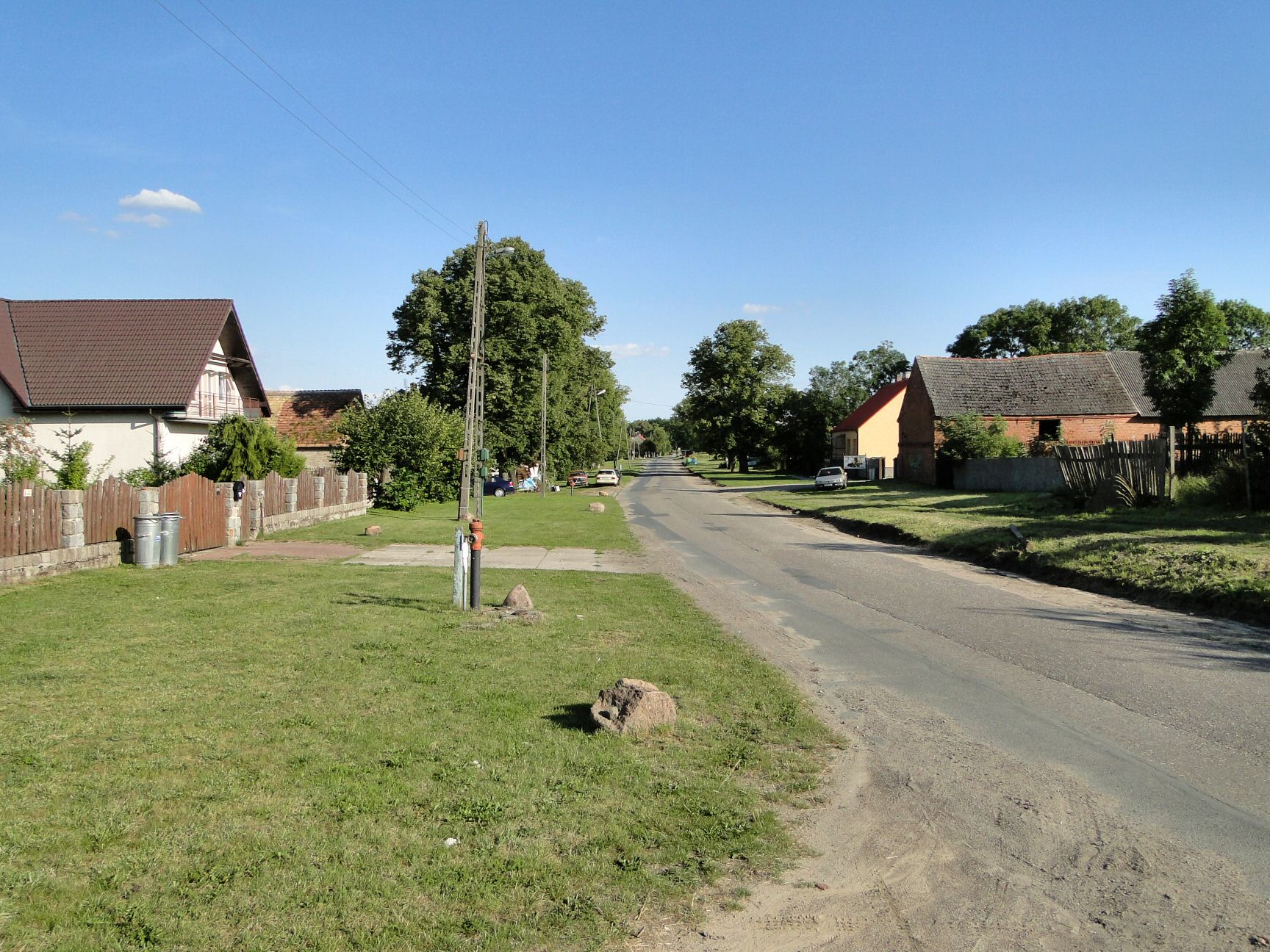
Die Dorfstraße in Siadło Górne

Siadło Górne (deutsch Hohenzahden) ist ein Dorf in der polnischen Woiwodschaft Westpommern. Das Dorf bildet einen Teil der Gmina Kołbaskowo (Landgemeinde Kolbitzow) im Powiat Policki (Pölitzer Kreis). Siadło Górne liegt etwa 10 Kilometer südlich von Stettin (Szczecin) und etwa 23 Kilometer südlich von Police (Pölitz).